# Botafogo
Botafogo este un cartier (bairro) din Rio de Janeiro, Brazilia. Se află în zona de sud a orașului, între cartierele Flamengo, Humaitá și Urca. Este un cartier de oameni din clasa de mijloc.
Include o plajă pe Golful Guanabara, Praia de Botafogo. Găzduiește clubul Botafogo de Futebol e Regatas și sediul unor societăți mari, ca de exemplu Coca-Cola.